# Heinrich Götz
Heinrich Götz (1 de janeiro de 1896 - 31 de janeiro de 1960) foi um oficial alemão que serviu no Deutsches Heer durante a Segunda Guerra Mundial. Foi condecorado com a Cruz de Cavaleiro da Cruz de Ferro com Folhas de Carvalho.

## Carreira militar

### Patentes
| Gefreiter            | 15 de março de 1915    |
| Unteroffizier        | 28 de março de 1915    |
| Vizefeldwebel        | 15 de abril de 1915    |
| Leutnant der Reserve | 31 de maio de 1915     |
| Leutnant             | 7 de junho de 1915     |
| Oberleutnant         | 31 de maio de 1925     |
| Hauptmann            | 1 de julho de 1934     |
| Major                | 1 de outubro de 1937   |
| Oberstleutnant       | 1 de janeiro de 1941   |
| Oberst               | 1 de julho de 1942     |
| Generalmajor         | 20 de setembro de 1944 |
| Generalleutnant      | 1 de abril de 1945     |

### Condecorações
| Cruz de Ferro (1914) 2ª Classe                                   | 25 de outubro de 1915  |
| Cruz de Ferro (1914) 1ª Classe                                   | 19 de março de 1917    |
| Distintivo de Feridos (1914) em Preto                            |                        |
| Cruz de Honra da Guerra Mundial 1914/1918                        |                        |
| Medalha dos Sudetos                                              |                        |
| Cruz de Ferro (1939) 2ª Classe                                   | 30 de setembro de 1939 |
| Cruz de Ferro (1939) 1ª Classe                                   | 6 de outubro de 1939   |
| Medalha da Frente Oriental                                       |                        |
| Cruz de Cavaleiro da Cruz de Ferro                               | 3 de maio de 1942      |
| Cruz de Cavaleiro da Cruz de Ferro com Folhas de Carvalho nº 765 | 5 de março de 1945     |
| Mencionado na Wehrmachtbericht                                   | 28 de setembro de 1944 |